# جون رو
جون رو (بالإنجليزية: John Rowe)‏ هو ممثل بريطاني، ولد في عام 1940.

## وصلات خارجية
- جون رو على موقع IMDb (الإنجليزية)
- جون رو على موقع ميوزك برينز (الإنجليزية)
- جون رو على موقع قاعدة بيانات الفيلم (الإنجليزية)